# Ingeborg Lott-Sydow
Ingeborg Lott-Sydow (* 23. August 1915 in Modelsdorf (Modlikowice); † 17. Mai 2009 in Olympia, Washington/USA) war eine aus Schlesien stammende Ethnologin, die im NS-besetzten Krakau in der „Rassenforschung“ tätig war.

## Leben
Ingeborg Sydow studierte von 1935 bis 1941 Ethnologie in Frankfurt am Main, Wien und Berlin. Sie interessierte sich vor allem für Kolonialethnologie sowie für die Lehre von Leo Frobenius und der Wiener Ethnologenschule rund um Wilhelm Koppers. Ihre zweibändige Doktorarbeit über den „Steinkult in Westafrika und anderen Gebieten“ (1941) wurde von Richard Thurnwald begutachtet. Von 1. September 1941 bis zum Frühjahr 1943 war die Ethnologin zusammen mit den Wiener Universitätsabsolventen Anton Plügel und Elfriede Fliethmann sowie Heinrich Gottong aus Werder (Havel) an der Sektion „Rassen- und Volkstumsforschung“ am Institut für Deutsche Ostarbeit in Krakau beschäftigt. Sydow war mit Materialsammlungen ethnografischer und volkskundlicher Art über Siedlungen von „Deutschstämmigen“ und Góralen sowie anthropologischen Aufnahmen im Generalgouvernement befasst. Gemeinsam mit Elfriede Fliethmann führte sie 1942 Untersuchungen an Góralen im Dorf Szaflary in der Region Podhale durch.
Ihr Dienstverhältnis wurde mit 31. März 1943 infolge kriegsbedingter Einschränkungen aufgelöst. Sie heiratete den Unteroffizier einer Dienststelle des „Oberkommando des Heeres“ (OKH), Hermann Lott, und übersiedelte zurück ins „Altreich (Deutschland)“, wo sie eine Anstellung an einem „wissenschaftlichen volkskundlichen Institut“ in Aussicht hatte. Details über ihre Tätigkeiten während der letzten Kriegsjahre und in der ersten Nachkriegszeit sind nicht bekannt.
1956 emigrierte sie mit ihrer Tochter und ihrer Mutter in die USA.  An der Columbia University in Kalifornien absolvierte sie ergänzende Studien, bevor sie am San Diego State College in der Lehre tätig wurde. Ab den 1960er Jahren fungierte sie als Professorin für Germanistik und deutsche Geschichte am Huntingdon College in Montgomery/Alabama.

## Schriften
- Steinkult in Westafrika und Parallelen in anderen Gebieten, 2-bändige Dissertation, Berlin 1941.
- Volkskundliche Untersuchungen in dem góralischen Dorf Szaflary, in: Deutsche Forschung im Osten, 2. Jahrgang, Heft 7, November 1942, S. 266–271.
- Volkskundliche Untersuchungen in dem góralischen Dorf Szaflary, in: Deutsche Forschung im Osten, 2. Jahrgang, Heft 8, Dezember 1942, S. 305–324.
- Volkskundliche Untersuchungen in dem góralischen Dorf Szaflary, in: Deutsche Forschung im Osten, 3. Jahrgang, Heft 3, Mai 1943, S. 90–99.